# Ludford, Shropshire
Ludford är en by och civil parish i Storbritannien.   Den ligger i grevskapet Shropshire i riksdelen England, i den södra delen av landet, 200 km nordväst om huvudstaden London. Antalet invånare är 673. Ludford gränsar till Ludlow.